# Bronto Skylift

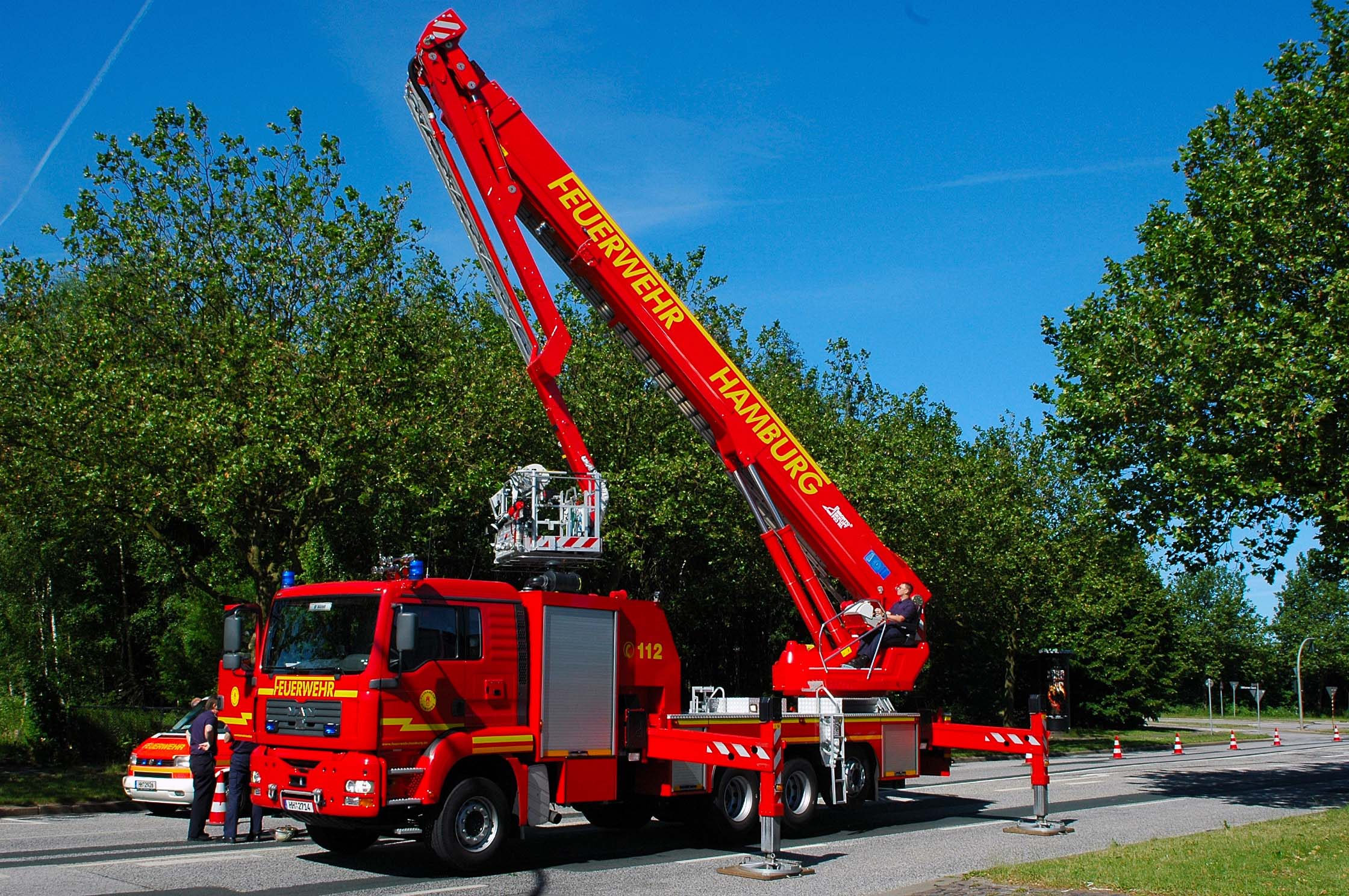
Brandbil med Bronto skylift

Bronto Skylift Oy Ab är ett finländskt verkstadsföretag i Tammerfors, som ägs av det japanska verkstadsföretaget Morita Holdings Corporation. Bronto Skylift tillverkar lastbilsmonterade hydrauliska plattformar. Företaget har fabriker i Tammerfors och Björneborg.
Företaget har sina rötter i det av Kalevi Suoniemi och Aaro Laitinen 1968 grundade 1968 Erikois-Teline Oy i Tammerfors. som gjorde service på passagerarhissar. År 1972 grundade paret Telinekeskus Oy för att tillverka Bronto-märkta hissar. 
År 1979 sålde Suoniemi och Laitinen aktiemajoriteten till Kauko Tammi, en tredje aktieägare. Företagets verksamhet utökades och företaget bytte namn till Bronto Skylift. Företaget var nära att gå i konkurs i mitten av 1980-talet och övertogs då av  den tidigare minoritetsägaren  Fiskars, som sedan tidigare varit delägare i Telinekeskus. 
År 1993 övertog företagsledningen företagets fabrik i Säynätsalo, som tillverkade brandbilar. Detta företag, numera Saurus Oy, ingår idag i finländska Nordic Rescue Group och tillverkar fortfarande brandbilar.
År 1995 sålde Fiskars Bronto Skylift till amerikanska Federal Signal Corporation. Den japanska tillverkaren av brandutrustning Morita Holdings Corporation köpte Bronto Skylift 2016.